# Narwal (U-Boot)
Narwal war der Name eines für die Bundesmarine gebauten kleinen Aufklärungs-Kleinst-U-Bootes, das 1990 fertiggestellt, jedoch nicht in den aktiven Dienst übernommen wurde.

## Aufgaben
Während des Kalten Krieges hatte die Bundesmarine ein großes Interesse an Informationen über alle Waffensysteme der Marinen des Warschauer Pakts. Es wurde beobachtet, dass bei Waffenübungen in See häufig Teile von Waffensystemen, insbesondere Torpedos und Gefechtsköpfe von Flugkörpern, nahezu unbeschädigt ins Wasser fielen und von ihren Benutzern nicht sofort geborgen werden konnten. Weil um die Verluststellen meist Sperrzonen errichtet wurden, war es nur in Ausnahmefällen möglich, Material von Überwasserschiffen wie etwa den Flottendienstbooten aus aufzunehmen.
Deshalb entwickelte man Ende der 1970er Jahre die Idee, ein Unterwasserfahrzeug zu bauen, das in der Lage war, derartige Fundstücke unbemerkt zu bergen. Nach einigen Studien wurden die Anforderungen dahingehend konkretisiert, dass das Fahrzeug von einem einzelnen Piloten gesteuert bis zu vier Taucher zum Ziel bringen können sollte. Die Taucher sollten im getauchten Zustand sicher ein- und aussteigen können. Das Boot sollte für mehrere Tage autonom operieren können, nachdem es von einer anderen Plattform in sein Einsatzgebiet gebracht worden war. Bei einer Höchstgeschwindigkeit von sechs Knoten sollte es extrem leise sein. Zur Suche sollte es ein Sonar einsetzen, die Nachrüstung von Greifarmen war vorgesehen.

## Bau und Erprobung
1986 erhielt der Unternehmensbereich Marinetechnik von MBB den Auftrag, für dieses Konzept einen Lösungsvorschlag zu erstellen. 1987 folgte der Auftrag zum Bau eines Prototyps eines „Unterwassertransportgeräts“ (UWTG) innerhalb von 36 Monaten.
Am 4. September 1990 wurde das Boot bei der Werft Abeking & Rasmussen in Lemwerder auf den Namen Narwal getauft. Die weitere Ausrüstung fand bei der Wehrtechnischen Dienststelle 71 (WTD 71) in Eckernförde statt. Im September 1991 wurde die Narwal offiziell vom Hersteller an die Bundeswehr übergeben, jedoch wegen der veränderten politischen Lage nicht mehr in der Marine eingesetzt. Die WTD 71 erprobte das UWTG, bis das Vorhaben im Dezember 1996 endgültig eingestellt und das Boot ausgesondert wurde.

## Verbleib
Ursprünglich zur Verschrottung vorgesehen, wurde beschlossen, das Boot an das Militärhistorische Museum der Bundeswehr in Dresden abzugeben, um es öffentlich auszustellen.